# Greu de pensionat (film din 2010)
Greu de pensionat este un film american tip comedie de acțiune din 2010, inspirat în mod liber de seria limitată Homage Comics cu același nume (Red). Produs de Di Bonaventura Pictures⁠(d) și distribuit de Summit Entertainment⁠(d), este primul film din seria Greu de pensionat. Regizat de Robert Schwentke și scris de Jon Hoeber și Erich Hoeber, îi are în distribuție pe Bruce Willis, Morgan Freeman, John Malkovich, Helen Mirren, Karl Urban și Mary-Louise Parker, alături de Rebecca Pidgeon⁠(d), Brian Cox, Richard Dreyfuss, Julian McMahon⁠(d), Ernest Borgnine și James Remar⁠(d). Greu de pensionat îl urmărește pe Frank Moses (Bruce Willis), un fost agent de operațiuni negre care se reunește cu vechea sa echipă pentru a captura un asasin care a promis că îl va ucide.
Filmul a fost lansat pe 15 octombrie 2010. A primit în general recenzii pozitive de la critici și a încasat 199 de milioane de dolari în întreaga lume și a primit, de asemenea, o nominalizare la Globul de Aur pentru cel mai bun film – muzical sau comedie. O continuare, Greu de pensionat 2, a fost lansată pe 19 iulie 2013. Un al treilea film a fost anunțat în curs de dezvoltare în 2013, dar nu s-a realizat.